# Big West Conference 2020 (pallavolo maschile)
La Big West Conference 2020, 3ª edizione del campionato maschile di pallavolo organizzato dalla Big West Conference, si è svolta dall'15 febbraio al 6 marzo 2020: al torneo hanno partecipato 12 squadre di club turche e la vittoria finale non è stata assegnata ad alcuna squadra a seguito dell'interruzione del campionato a causa della pandemia di COVID-19 negli Stati Uniti d'America.

## Regolamento

### Formula
La formula ha previsto:
- Regular season, disputata con gare di andata e ritorno, per un totale di dieci incontri per squadra: le prime due classificate hanno avuto accesso diretto alle semifinali del torneo di conference, le formazioni classificate dal terzo al sesto posto hanno avuto accesso ai quarti di finale del torneo di conference.
- Torneo di conference, disputato con quarti di finale, semifinali e finale in gara unica.

A seguito del diffondersi negli Stati Uniti d'America della pandemia di COVID-19, il 13 marzo 2024 il campionato è stato cancellato senza assegnazione del titolo.

### Criteri di classifica
Non è stato assegnato alcun punteggio per le vittorie e le sconfitte. L'ordine del posizionamento in classifica è stato definito in base a:
- Ratio delle partite vinte/perse;
- Risultato negli scontri diretti.

## Squadre partecipanti
| Club             | Nickname         | Stagione | Città         | Impianto            | Stagione precedente Big West Conferece                              | Stagione precedente NCAA Division I |
| ---------------- | ---------------- | -------- | ------------- | ------------------- | ------------------------------------------------------------------- | ----------------------------------- |
| UC Irvine        | Anteaters        | Dettagli | Irvine        | Bren Events Center  | 3ª in Big West Conference, semifinali al torneo di conference       | -                                   |
| UC San Diego     | Tritons          | Dettagli | San Diego     | RIMAC Arena         | 6ª in Big West Conference, quarti di finale al torneo di conference | -                                   |
| UC Santa Barbara | Gauchos          | Dettagli | Santa Barbara | Robertson Gymnasium | 4ª in Big West Conference, semifinali al torneo di conference       | -                                   |
| CSU Long Beach   | Beach            | Dettagli | Long Beach    | Walter Pyramid      | 1ª in Big West Conference, finale al torneo di conference           | Vincitrice NCAA Division I          |
| CSU Northridge   | Matadors         | Dettagli | Los Angeles   | The Matadome        | 5ª in Big West Conference, quarti di finale al torneo di conference | -                                   |
| Hawaii           | Rainbow Warriors | Dettagli | Honolulu      | Stan Sheriff Center | 2ª in Big West Conference, vincitrice al torneo di conference       | Finale in NCAA Division I           |

## Torneo

### Regular season

#### Classifica
| Pos. | Squadra          | Conference | Conference | Conference | Conference | Overall | Overall | Overall | Overall |
| Pos. | Squadra          | Pt         | G          | V          | P          | Pt      | G       | V       | P       |
| ---- | ---------------- | ---------- | ---------- | ---------- | ---------- | ------- | ------- | ------- | ------- |
| 1.   | UC Santa Barbara | 1.000      | 1          | 1          | 0          | .875    | 16      | 14      | 2       |
| 2.   | UC San Diego     | .667       | 3          | 2          | 1          | .737    | 19      | 14      | 5       |
| 3.   | Hawaii           | .000       | 0          | 0          | 0          | .938    | 16      | 15      | 1       |
| 3.   | CSU Long Beach   | .000       | 0          | 0          | 0          | .909    | 11      | 10      | 1       |
| 3.   | CSU Northridge   | .000       | 0          | 0          | 0          | .267    | 15      | 4       | 11      |
| 6.   | UC Irvine        | .000       | 2          | 0          | 2          | .588    | 17      | 10      | 7       |

## Premi individuali
| Premio                             | Giocatrice              | Squadra                       |
| ---------------------------------- | ----------------------- | ----------------------------- |
| Player of the Year                 | Radoslav Parapunov      | Hawaii                        |
| Freshman of the Year               | Mason Briggs Kyle Hobus | CSU Long Beach CSU Northridge |
| Coach of the Year                  | Rick McLaughlin         | UC Santa Barbara              |
| All-Big West Conference First Team | Simon Andersen          | CSU Long Beach                |
| All-Big West Conference First Team | Colton Cowell           | Hawaii                        |
| All-Big West Conference First Team | Randy DeWeese           | UC Santa Barbara              |
| All-Big West Conference First Team | Patrick Gasman          | Hawaii                        |
| All-Big West Conference First Team | Kyle McCauley           | UC San Diego                  |
| All-Big West Conference First Team | Casey McGarry           | UC Santa Barbara              |
| All-Big West Conference First Team | Radoslav Parapunov      | Hawaii                        |
| All-Big West Conference First Team | Carlos Rivera           | CSU Long Beach                |
| All-Big West Conference First Team | Keenan Sanders          | UC Santa Barbara              |
| All-Big West Conference First Team | Joel Schneidmiller      | UC Irvine                     |
| All-Big West Conference First Team | Scott Stadick           | UC Irvine                     |
| All-Big West Conference First Team | Connor Walbrecht        | UC San Diego                  |
| All-Big West Conference First Team | Daniel Wetter           | CSU Northridge                |
| All-Big West Conference First Team | Gage Worsley            | Hawaii                        |
| All-Frashman Team                  | Mason Briggs            | CSU Long Beach                |
| All-Frashman Team                  | Wyatt Harrison          | UC San Diego                  |
| All-Frashman Team                  | Kyle Hobus              | CSU Northridge                |
| All-Frashman Team                  | Roy McFarland           | UC Santa Barbara              |
| All-Frashman Team                  | Spencer Olivier         | CSU Long Beach                |
| All-Frashman Team                  | Maciej Ptaszyński       | CSU Northridge                |